# Jägala (village)
Jägala est un village situé dans la Commune de Jõelähtme du Comté de Harju en Estonie.
Au 31 décembre 2011, le village compte 100 habitants.

## Histoire
Au cours de la Seconde Guerre mondiale, pendant l'occupation allemande de l'Estonie , le camp de concentration de Jägala y est en activité.